# Staškovce
Staškovce est un village de Slovaquie situé dans la région de Prešov.

## Histoire
Première mention écrite du village en 1245.

## Démographie

### Évolution de la population
| Année:               | 1994. | 2004.   | 2014.   | 2024.  |
| -------------------- | ----- | ------- | ------- | ------ |
| Nombre de personnes: | 275   | 277     | 250     | 236    |
| Différence:          |       | +0,72 % | -9,74 % | -5,6 % |

| Année:               | 2023. | 2024.   |
| -------------------- | ----- | ------- |
| Nombre de personnes: | 242   | 236     |
| Différence:          |       | -2,47 % |